# Lixoglyptus
Lixoglýptus — рід жуків родини Довгоносики (Curculionidae).

## Зовнішній вигляд
Жуки цього роду мають середні розміри, довжина їх тіла сягає 9—16  мм. Основні ознаки:
- головотрубка паралельно бічна, не має серединного кіля і у довжину приблизно така сама, як передньоспинка.
- передньоспинка нерівномірно вкрита крупними та дрібними крапками і не має перетяжки перед своєю вершиною;
- вершини надкриллів закруглені разом, не видовжені за черевцем і коли дивитись знизу, не виступають з-під черевця у вигляді китичок;
- бічний край передньоспинки й надкриллів із густою білою смугою, яка займає 1-2  проміжки між поздовжніми крапковими рядами, причому крайні проміжки надкриллі лишаються свого;
- основи передньоспинки та надкриллів вкриті зернами;
- лапки широкі, кігтики зрослися при основі.

## Спосіб життя
Хоча зовні види Lixochellus дуже схожі на жуків з роду Lixus, їх життєвий цикл підтверджує спорідненість з рештою Cleonini. Зокрема, їх личинка розвивається у корінні дроку, рокитника та віничника (родина Бобові).

## Географічне поширення
Ареал роду охоплює західну частину півдня Палеарктики (див. нижче).

## Класифікація
У цьому роді описано два види:
- Lixoglyptus mogadons (Heyden, 1887) — Марокко
- Lixoglyptus spartii (Olivier, 1807) — Марокко, Португалія, Іспанія, Франція, Італія, південь Європейської частини Росії